# Доходный дом Я. М. Филатова
Доходный дом Я. М. Филатова — памятник архитектуры, расположенный в городе Москве.

## История
На участке расположены два дома, возведённые в разное время. Левая часть, представляющая собой четырёхэтажное здание, перестроена и надстроена по проекту архитектора Э.-Р. Нирнзее в 1904 году. Архитектурное сооружение, расположенное справа, выстроено в 1907‑1909 годах архитекторами В. А. Дубовским и Н. А. Архиповым. Оно представляет собой комбинирование объёмов с различными, не похожими друг на друга по форме и силуэту завершениями. Фасады здания выполнены в стиле модерн. Интерес с точки зрения архитектуры представляют уникальные рельефные узоры, керамический фриз над окнами пятого этажа, а также колоколообразный шатёр над угловой башенкой, напоминающий внешне перевернутую вниз рюмку, поэтому строение известно как «Дом под рюмкой». С этим неофициальным названием особняка ассоциируется одна московская легенда, которая гласит, что купец Яков Михайлович Филатов страдал от алкогольной зависимости, из-за чего чуть не лишился своих владений, но, к счастью, вовремя спохватился. Символом этого события и служит перевёрнутая рюмка на крыше здания. В ходе одной из реставраций купол был заменён на новый, менее отличающийся эстетичностью.
До Октябрьской революции владельцем обоих зданий был купец Я. М. Филатов, имеющий склад водопроводных и электротехнических атрибутов.
В СССР в здании размещались коммунальные квартиры, одну из которых в начале 1990-х годов приобрёл галерист, публицист, арт-менеджер, бывший директор пермского музея современного искусства PERMM М. А. Гельман.
До настоящего времени доходный дом практически полностью сохранил свой первоначальный облик, он по-прежнему остаётся жилым. Здание является одним из выявленных объектов культурного наследия .